# Neurje 18. septembra 2007 v Sloveniji
Neurje na torek 18. septembra 2007 je v Sloveniji poplavilo skoraj petino slovenskega ozemlja, sprožilo več manjših zemeljskih plazov, uničilo 12 od 14 barak partizanske bolnice Franja ter terjalo 6 smrtnih žrtev. Najbolj prizadeti so bili po podatkih civilne zaščite Železniki. 

## Posledice neurja v dolini Sore
Vodostaj reke Sora je narasel za 2 metra. Ožje regulirane struge, s katerimi so si poskušali prebivalci v preteklosti pridobiti kar največ zazidljivega prostora so bile močno poškodovane. V nekaj minutah se je razlila po ozkem območju doline in popolnoma poplavila prva nadstropja najbližjih ulic. Uničeni so tudi vsi gospodarski obrati (Domel, Alples, delavnice obrtnikov, ...). 

## Novice
- RTV Slovenija
- RTV Slovenija
- RTV Slovenija
- RTV Slovenija
- RTV Slovenija
- RTV Slovenija
- RTV Slovenija
- RTV Slovenija
- RTV Slovenija
- RTV Slovenija
- RTV Slovenija
- RTV Slovenija
- RTV Slovenija
- RTV Slovenija
- Primorske novice[mrtva povezava]